# Luis G. Inclán

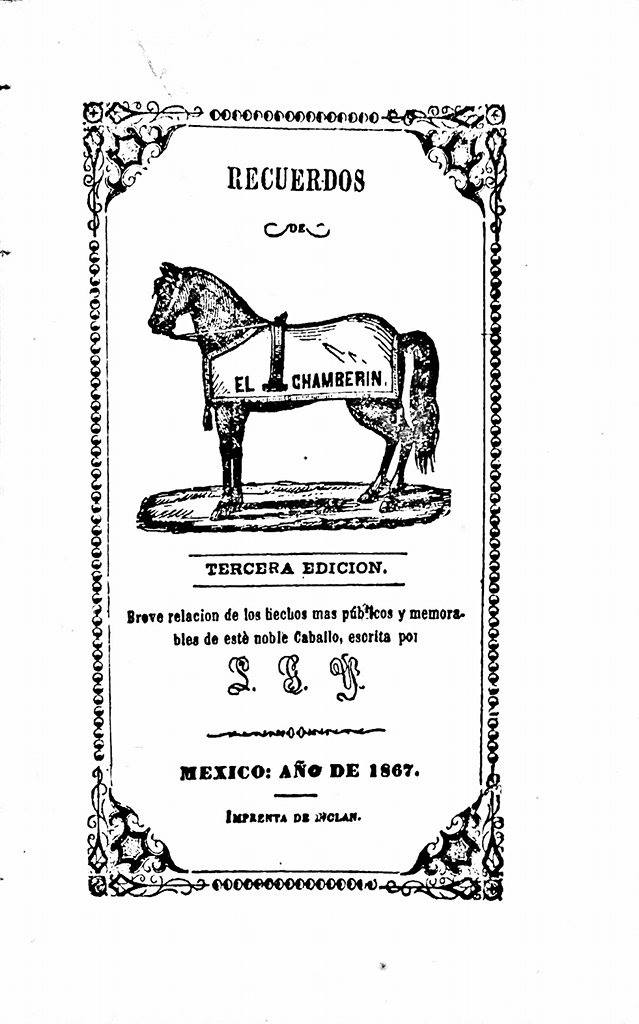
Portada de Recuerdos del Chamberín

José Luis de Jesús Inclán Goicoechea (Tlalpan, 20 de junio de 1816-Ciudad de México, 23 de octubre de 1875), más conocido como Luis G. Inclán fue un novelista mexicano, autor de Astucia, el jefe de los Hermanos de la Hoja y otras novelas de costumbres. Astucia se considerada una de las obras más representativas del siglo XIX en México.

## Biografía
Nació el 20 de junio de 1816 en el rancho de Carrasco, Tlalpan. Hijo de José María Inclán y María Rita Goicoechea, fue bautizado en la iglesia parroquial de San Agustín de las Cuevas el 22 de junio del mismo año. Ingresó a la Escuela Real en la Ciudad de México, en 1824, dirigida por Miguel Sánchez Alcedón. Más tarde, en 1828, por influencia de su padre entró al Seminario Conciliar de la Ciudad de México, pero tras dos años de estudios irregulares se dio de baja.
En 1830 regresó al rancho de Carrasco y trabajó en el campo. El 7 de julio del mismo año nació el Chamberín, el caballo al que después le dedicó un libro. En 1834 llegó a la hacienda de Púcuaro, Michoacán, administrada por Vicente Retana. Se casó el 1 de septiembre de 1837 con Dolores Rivas y López en la capilla de la hacienda de Tepetongo. Al año siguiente se fue a vivir a la Ciudad de México, en la calle Cadena número 4, pero siguió colaborando con periodos de Michoacán. El 27 de junio de 1839 murió su esposa.
El 20 de junio de 1842 se casó con Petra Zúñiga y Negrete, con quien tuvo tres hijos: Luis, Julia y Juan Daniel. En este periodo trabajó como administrador de la hacienda de Chapingo, a ocho leguas de la Ciudad de México. En 1843 trabajó en la hacienda de la Teja, a las orillas de la Ciudad de México, en lo que hoy es Paseo de la Reforma y Villalongín. El 22 de junio de 1844 nació el primer hijo de su segundo matrimonio: José María Luis Gonzaga del Corazón de Jesús, quién también se hizo escritor y escribió con el seudónimo de Luis G. Iza.
Durante la invasión estadounidense en 1847 sus propiedades en Tlalpan fueron destruidas por habitantes de puebla que apoyaban a Estados Unidos.
En 1854 regresó a la Ciudad de México cerca de Santo Domingo num. 12, donde abrió una imprenta. Más tarde compró  la Imprenta de Estampas y Litografía de San José El Real num. 7. En donde vendía «estampas, escapularios, varias oraciones, rezos devotos, alabanzas y trisagios».
Publicó Recuerdos del Chamberín y Reglas con que un colegial puede colear y lazar en 1860, en su imprenta.
El 16 de noviembre de 1864 pidió permiso al Ministerio de Justicia de Maximiliano de Habsburgo para la publicación y propiedad intelectual de Astucia:

Luis Inclán vecino de esta Capital en la Calle de San José el Real número 7 Antigua Litografía. Autor de la Novela histórica de costumbres mexicanas titulada Astucia Gefe de los Hermanos de la Oja, ó los Charros contrabandistas de la Rama, ocurre a S.M.I. acompañando el manuscrito original en 752 fojas sueltas, para que si la tubiera á bien se sirva de mandarlo a sensurar , aunque nada tiene dicha novela que sea en contra de la buena moral y polita. Por tanto a S.M.I. le suplico se digne darme su superior permiso para su publicacion, y que obtenga la propiedad que como autor me concede la ley devolviéndome mis originales. México, noviembre diez y seis de Mil ochocientos sesenta y cuatro. Señor. Luis Inclán.

Dicha novela gozó en su momento de tal popularidad que se consideraba más popular que El Periquillo Sarniento, según Francisco Pimentel.
El permiso del Ministerio de Justicia fue concedido el 21 de febrero de 1865 empezando su inmediata publicación en cuadernillos.
El 23 de octubre de 1875 murió de enfisema pulmonar en su casa del callejón del Padre Lecuona núm. 4.

## Obra

### Novelas
- Reglas con las que un colegial puede colear y lazar, México, 1860
- Recuerdos del Chamberín, México, 1860
- Astucia, el jefe de los Hermanos de la Hoja o los charros contrabandistas de la Rama, México 1865
- Los tres Pepes, perdida en un naufragio en el río Papaloapan en 1884.[5]
- Pepita la planchadora, perdida en un naufragio en el río Papaloapan en 1884.[5]